# Vicariato apostolico di Tabuk
Il vicariato apostolico di Tabuk (in latino Vicariatus Apostolicus Tabukensis) è una sede della Chiesa cattolica nelle Filippine aggregata alla provincia ecclesiastica di Tuguegarao. Nel 2022 contava 370.954 battezzati su 493.960 abitanti. La sede è vacante.

## Territorio
Il vicariato apostolico comprende le province filippine di Kalinga e Apayao.
Sede del vicariato è la città di Tabuk, dove si trova la cattedrale di San Guglielmo.
Il territorio è suddiviso in 21 parrocchie.

## Storia
Il vicariato apostolico è stato eretto il 6 luglio 1992 con la bolla Philippinarum Insularum di papa Giovanni Paolo II, ricavandone il territorio dal vicariato apostolico di Mountain Provinces (oggi diocesi di Baguio).

## Cronotassi dei vescovi
Si omettono i periodi di sede vacante non superiori ai 2 anni o non storicamente accertati.
- Carlito Joaquin Cenzon, C.I.C.M. † (6 luglio 1992 - 25 gennaio 2002 nominato vicario apostolico di Baguio)
- Prudencio Padilla Andaya, C.I.C.M. (16 aprile 2003 - 8 dicembre 2024 nominato vescovo di Cabanatuan)

## Statistiche
Il vicariato apostolico nel 2022 su una popolazione di 493.960 persone contava 370.954 battezzati, corrispondenti al 75,1% del totale.
| anno | popolazione | popolazione | popolazione | presbiteri | presbiteri | presbiteri | presbiteri                | diaconi | religiosi | religiosi | parrocchie |
| anno | battezzati  | totale      | %           | numero     | secolari   | regolari   | battezzati per presbitero | diaconi | uomini    | donne     | parrocchie |
| ---- | ----------- | ----------- | ----------- | ---------- | ---------- | ---------- | ------------------------- | ------- | --------- | --------- | ---------- |
| 1999 | 173.407     | 237.805     | 72,9        | 24         | 8          | 16         | 7.225                     |         | 16        | 23        | 16         |
| 2000 | 177.749     | 237.805     | 74,7        | 24         | 7          | 17         | 7.406                     |         | 17        | 25        | 15         |
| 2001 | 181.553     | 237.805     | 76,3        | 26         | 6          | 20         | 6.982                     |         | 20        | 25        | 16         |
| 2002 | 184.000     | 240.000     | 76,7        | 25         | 7          | 18         | 7.360                     |         | 18        | 25        | 16         |
| 2003 | 185.890     | 246.479     | 75,4        | 26         | 11         | 15         | 7.149                     |         | 15        | 21        | 18         |
| 2004 | 181.374     | 271.152     | 66,9        | 26         | 10         | 16         | 6.975                     |         | 16        | 22        | 18         |
| 2010 | 199.439     | 292.000     | 68,3        | 26         | 15         | 11         | 7.670                     |         | 11        | 20        | 20         |
| 2014 | 232.000     | 314.000     | 73,9        | 25         | 17         | 8          | 9.280                     |         | 19        | 23        | 20         |
| 2017 | 323.000     | 430.500     | 75,0        | 31         | 22         | 9          | 10.419                    |         | 9         | 24        | 21         |
| 2020 | 341.038     | 449.813     | 75,8        | 32         | 20         | 12         | 10.657                    |         | 12        | 25        | 21         |
| 2022 | 370.954     | 493.960     | 75,1        | 31         | 21         | 10         | 11.966                    |         | 12        | 25        | 21         |